# アメリカ合衆国の風力発電

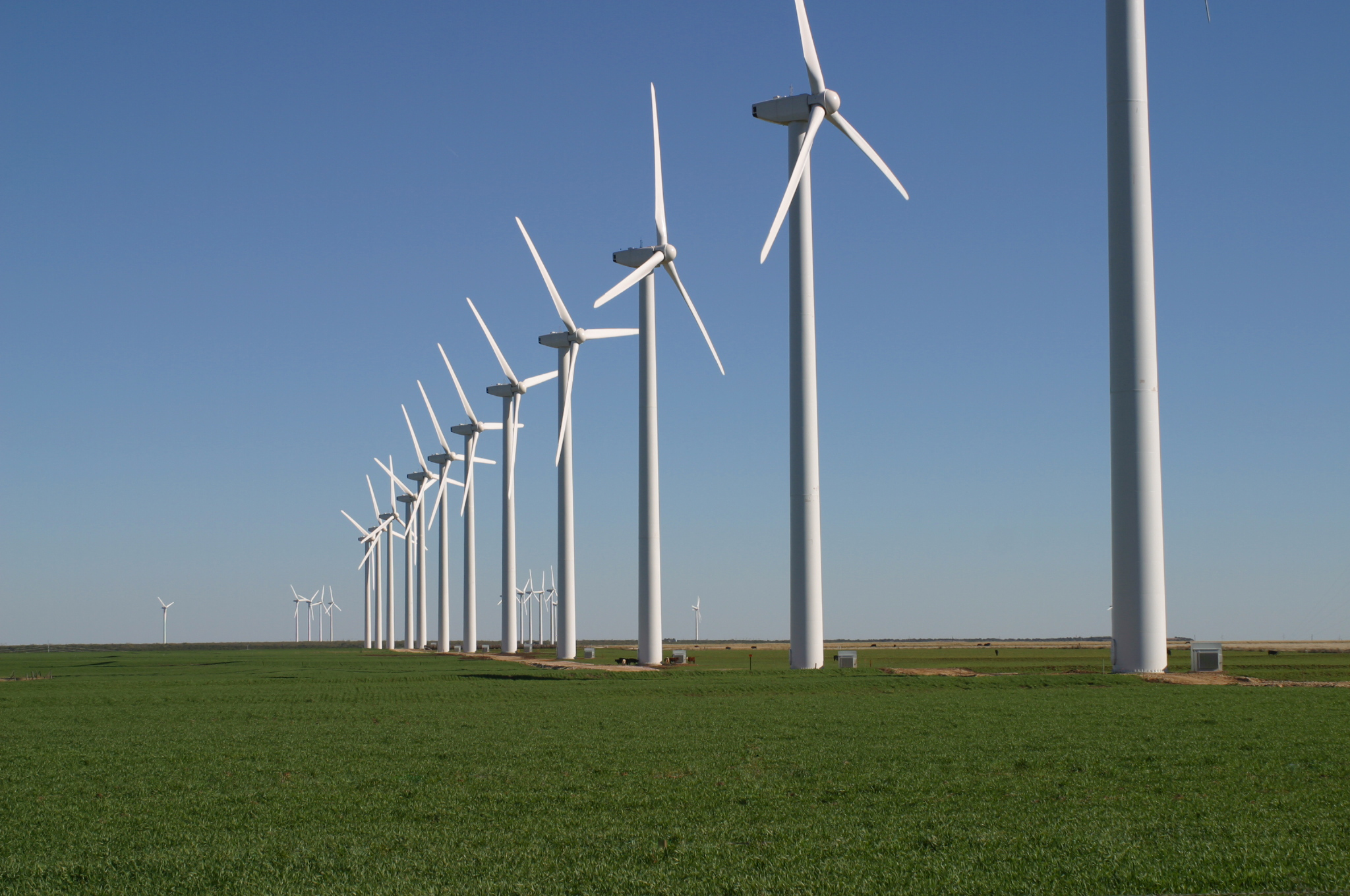
テキサス州ブラゾス郡のブラゾスウインドファーム

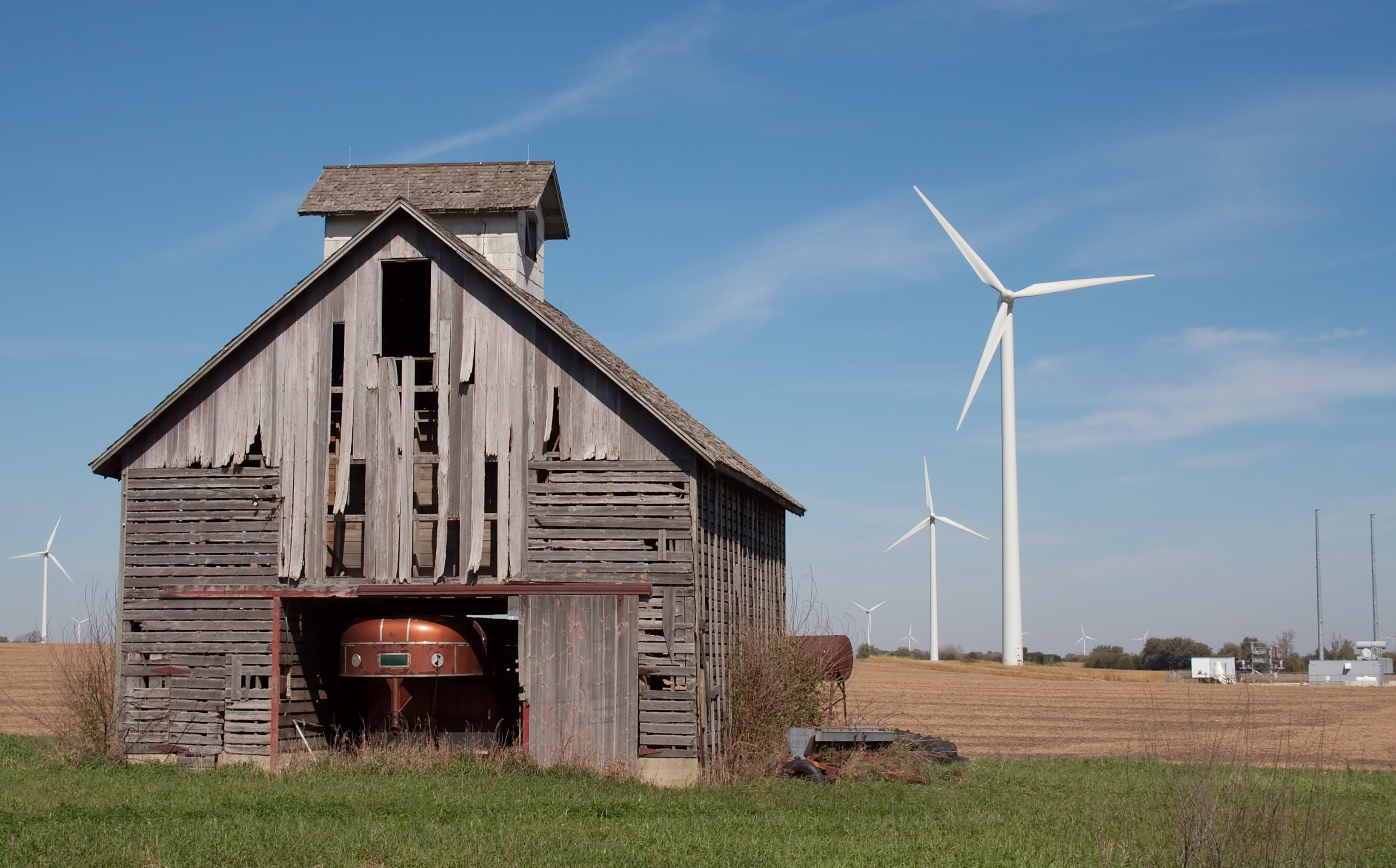
イリノイ州北部、メンドータ丘陵風力発電所

ワシントン州南東の風力発電基地

アメリカ合衆国の風力発電ではアメリカ合衆国における風力発電について述べる。アメリカの風力発電はここ数年で非常に大きく拡大している。2013年末の時点で、容量は61,108MWに上る。この累計設備容量は国別で見ると中国に次いで2位である。2013年末の時点で合計容量12,000MWの計画が建設中であり、このうち10,900 MWが第4四半期に建設が始まった。
2014年の12ヶ月間で、アメリカ合衆国国内で風力によって発電された電力は171.02TWhであり、すべての発電量のうち4.18%であった。
クリーンエネルギーの顧問団は2012年の報告で新型の集合型風力発電所はkWhあたり5-8セントで発電可能と結論付けており、風力発電が多くの化石燃料発電と価格競争力を持つとしている。2013年、エネルギー情報事業団は新規導入分の風力発電に対する「平準化コスト」は地理的影響を考えてkWhあたり7-10セントと推定しているが、風などの制御不可能なエネルギー源の平準化コストは化石燃料や地熱などの制御可能なエネルギー源の平準化コストと比べるのではなく、回避可能原価と比較されるべきであるとしている。
16の州が1,000MWをこえる発電容量を導入しており、ミシガン州が2013年の第4四半期にこれを達成している。テキサス州は全米50州で最大の12,355MWの風力発電容量を保持しており、カリフォルニア州が5,830MW、アイオワ州が5,178MWで続く。カリフォルニアのアルタウインドエナジーセンターはアメリカ最大のウインドファームで1020MWの出力を誇る。アメリカ国内最大の風力原動機製造業者はGEエナジーである。
アメリカ合衆国エネルギー省(DOE)が発表した『20% Wind Energy by 2030』報告書は2030年に風力発電が国内電力の20%を供給することを想定しており、このうち4%は洋上風力発電によるとされる。アメリカでは1992年以来、風力発電に対して生産税額控除(PET)が適用されており、風力由来の電力の販売に税の控除が行われ風力発電の導入が強く後押しされていた。この制度の期限は2012年末までだったものの、2013年1月1日に生産税額控除はもう一年間延期された。しかし、風力発電への将来の税的利益に対する不確実性は、いくつかの企業の生産設備の移転や閉鎖を導いている。

## 歴史

2014年末のアメリカ合衆国国内の風力発電導入量の画像

2007年から2015年の月ごとの発電量

アメリカ国内初の複数の風力発電機を持つ風力発電所は1940年に建設されたノースダコタ州、ペティボーンの5基の発電機で、ガイドタワーに商用の小型風力発電機を取り付けたものであった。
1980年には世界初のウインドファームとしてニューハンプシャー州のクロッチド山に30kWの風力発電機が20基導入された。
1974年から1980年代半ばにかけて、アメリカ合衆国政府は産業界と共に技術を進展させ、大規模な商業風力発電を可能にするための活動を開始した。実用規模の風力原動機産業を生み出す計画の下で、アメリカ国立科学財団や後には合衆国エネルギー省(DOE)から資金提供を受けNASA式風力原動機が開発された。主に4種の設計で、合計13機の風力原動機が運転を開始した。この研究開発計画で鋼管のタワー、可変速度発電機、複合ブレード素材、部分的スパンピッチコントロールなどが開発され、空力学的・構造的・音響工学的設計能力が伸張し、現在使用されている多くの数メガワット級風力発電機の草分けとなった。
1980年、カリフォルニア州は風力発電に対して租税の還付を始め、この制度は電力会社の初期の風力発電導入に資金を提供した。これによってアルタモント峠風力発電所のような大規模風力発電所が建設されるようになり、集められた風力発電機は、現在の基準からすれば小さく非経済的であったものの、1985年の時点で世界の風力による発電量の半分はアルタモント峠で発電されていた。1986年末から、10億ドルの工費をかけ、多くのもので発電量が100kWに満たないような小型の風力発電機おおよそ6700機がアルタモントに建設され、一年あたり55億kWhを発電した。
1992年には、初めて生産税額控除(PTC)が導入された。これによって風力発電の導入は大きく加速された。2011年現在、導入量ではアメリカ合衆国は中国に次いで世界2位である。

## 概況
2013年12月31日現在、導入量での上位5州は以下のようになっている。
- テキサス州 (12,212 MW)
- カリフォルニア州 (5,549 MW)
- アイオワ州 (5,137 MW)
- イリノイ州 (3,568 MW)
- オレゴン州 (3,153 MW)

アメリカ合衆国はドイツや中国にくらべると、建設した導入量は大きく変わらないものの、発電量で多く発電している。2011年時点でアメリカでは121TWhを発電しており、これは世界の発電量の27.7%にあたり、世界の導入量の19.7%に当たる。なお、2011年時点で中国やドイツの発電量と導入量は中国の場合、発電量が73.2TWhで世界の16.7%、導入量が世界の26.1%であり、ドイツは発電量が10.6%、導入量が12.1％である。
2013年のアメリカ国内での風力による電力の比率が高い上位5州は以下のようになっている。
- アイオワ州 (27.4%)
- サウスダコタ州 (26.0%)
- カンザス州 (19.4%)
- アイダホ州 (16.2%)
- ミネソタ州 (15.7%)

発電力の高い風力発電所の上位10箇所は以下のようになっている
| 計画名                               | 発電量 (MW) | 州             |
| ------------------------------------ | ----------- | -------------- |
| アルタウインドエナジーセンター       | 1320        | カリフォルニア |
| シェファード・フラット風力発電所     | 845         | オレゴン       |
| ロスコー風力発電所                   | 781         | テキサス       |
| ホースホロー風力エネルギーセンター   | 736         | テキサス       |
| テハチャピ峠風力発電所               | 705         | カリフォルニア |
| カプリコーン山稜風力発電所           | 662         | テキサス       |
| サン・ゴルゴニオ風力発電所           | 619         | カリフォルニア |
| ファウラー・リッジ風力発電所         | 600         | インディアナ   |
| スウィートウォーターウインドファーム | 585         | テキサス       |
| アルタモント峠風力発電所             | 576         | カリフォルニア |

カリフォルニア州にあるアルタウインドエナジーセンターは世界最大の風力発電施設であり、1320MWの発電量を持ち、GEとベスタスの製造した490機の風力発電機が設置されている。2012年にロスコー風力発電所を抜いて世界一になった。
インディアナ州ベントン郡のファウラー・リッジ風力発電所は600MWを超える発電量を持つ。第一期では222機の風力発電機で400MWの発電量を導入し、2009年に完工した第2期で200MWを追加している。

## 動向
|                              |
| 2000年以降の導入済み発電容量 |

|                                      |
| 2000年以来1000MW以上が発電されている |

風力はここ数年間で劇的に増加している。しかしながら2010年の新建設は金融危機や景気減速などさまざまな要因で前年よりも半減した。2013年には風力発電の生産税額控除(PTC)の延長が送れたために、前年に比べ新規導入容量で92%の減少となった。左の表はエネルギー省エネルギー効率・再生可能エネルギー部によるアメリカ合衆国の風力発電容量の導入による成長を示している。2008年には、世界の平均風力発電成長率が28.8%であるのに対して、アメリカ国内の導入容量は前年に比べ50%以上の増加とかなり大きかった。
2014年時点でより高く、より長い羽を持ち、高い位置でより速い風を取り込む風力発電機が開発されており、より低価格の電力をより多く生産可能である。これは新しい機会を広げており、インディアナ、ミシガン、オハイオなどでは発電機が9mから12m程度の高さにある大型の発電機は石油のような従来の化石燃料と競合できるようになっている。場合によって価格はKWhあたり4セントに下落しており、風力発電総量が運用資産の中でもっとも安いオプションだとする事業者は増加している。

### 風力発電の潜在性

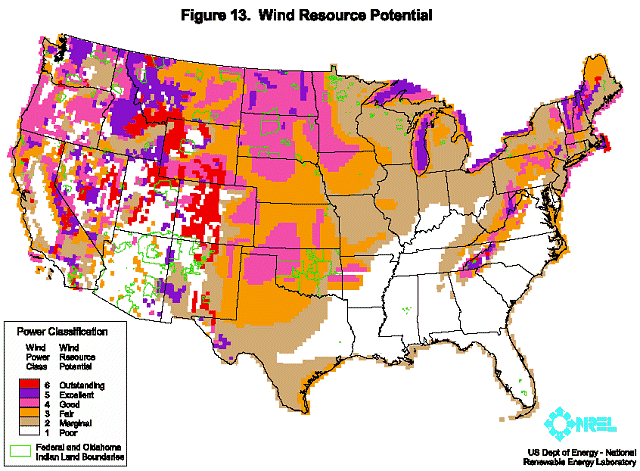
風力潜在性を示した地図。色は風力密度を示している。

国立再生可能エネルギー研究所(NREL)によると、アメリカ合衆国本土では10,459GWの陸上風力発電の潜在性があるとされ、1年当たり37ペタワット時を発電可能とされており、現在のアメリカの合計電力消費の9倍以上に上る。アラスカ や、ハワイ でも有力な風力源が存在する。
アメリカ合衆国エネルギー省が2008年に発表した 20% Wind Energy by 2030 は電力の全体の20%を風力発電で供給し、電力の全体の4%は洋上風力によるものと想定している。しかしながら、2011年のアトキンソンセンターの支援で行われた官学産の研究者集団の報告によれば、これを達成するには、価格・性能・信頼性の大幅な進展が必要とされている。風力から20%をえるためには305 GWの風力原動機が必要で、2018年以降に毎年16 GWの増加、年率14.6%の成長が必要で、さらに送電網の改善が必要である。
陸上風力資源の潜在性が高いことに加えて、アメリカは洋上風力資源の潜在性も高く、 NRELの2010年9月に発表された別の報告によるれば、アメリカは4,150 GWの名目で潜在洋上風力容量を持ち、国内の全電源からの発電容量1,010GWの4倍以上に上る。

## 各州の様相

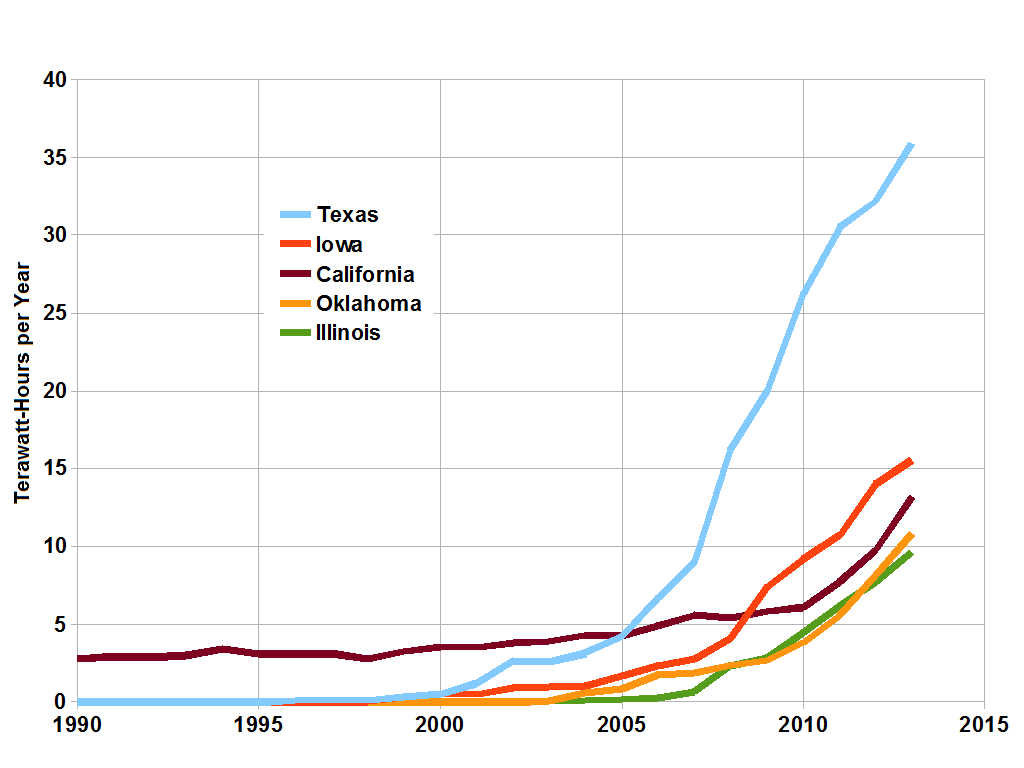
1990-2012にかけての上位5州の風力発電の動向 (EIAによる)

2013年、風力からの電力生産が10%よりも多かった州は、ミネソタ、ノースダコタ、サウスダコタ、アイオワ、カンザス、オクラホマ、コロラド、アイダホ、オレゴンの9州であった。アイオワとサウスダコタは風力発電が電源のうち4分の1に近づくように主導している。合計39州とプエルトリコで最低でも実用規模の風力発電を導入している。
|  |  |  |

### テキサス

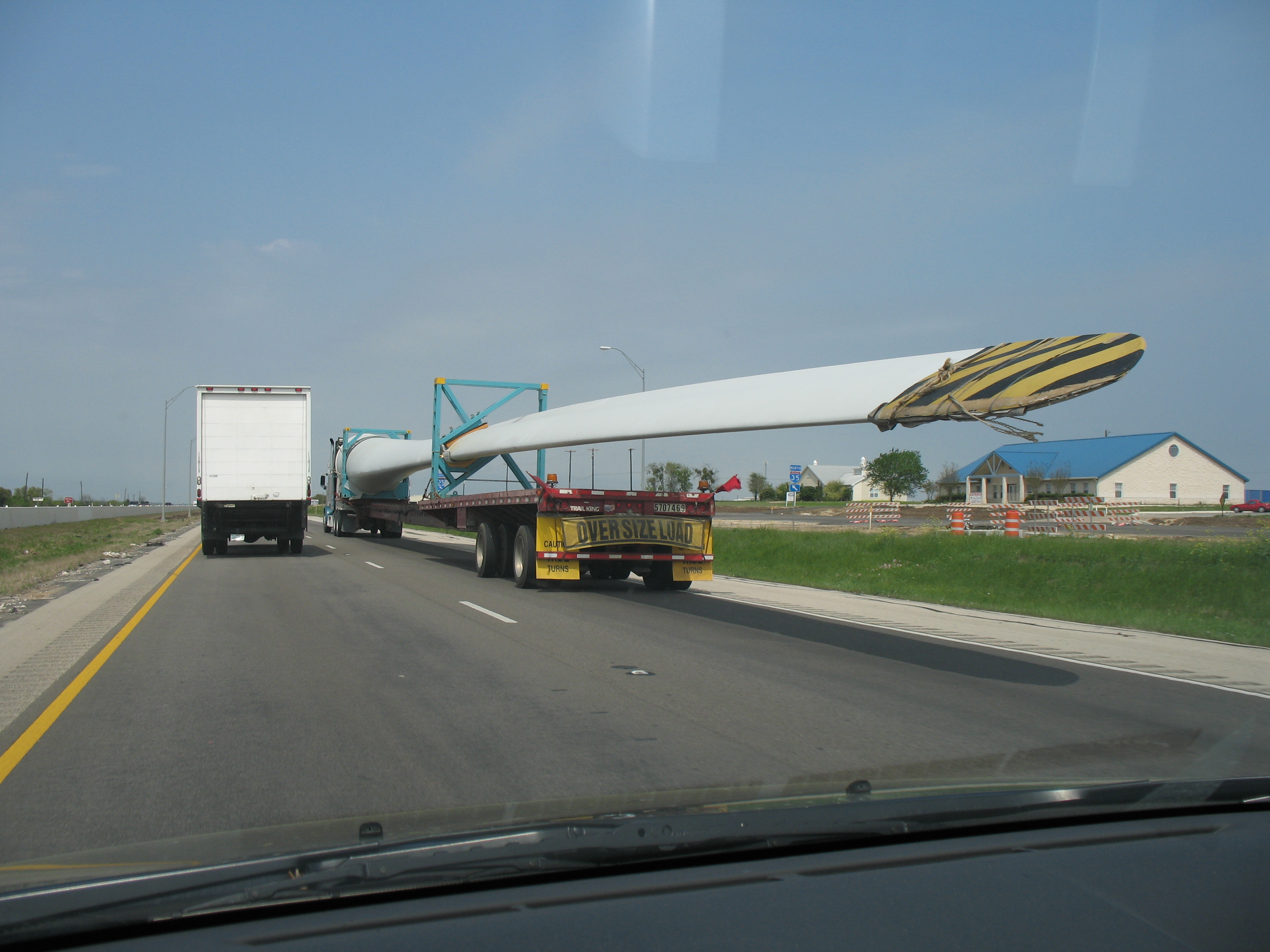
テキサス州マクレナン郡近郊のI-35号線で輸送中の風力発電機の羽。同州では一般的な光景。

2010年時点で、テキサスは発電容量で10600MW以上となっており、1万MWを越している。テキサス州は多くの集合型風力発電所が存在し、2013年末時点で合計導入容量は12,355 MWに上っている。2013年末の時点で、7,000MWの建設中の発電所が存在する。ノーラン郡のロスコー風力発電所はテキサス最大の風力発電所で627基の風力発電機を持ち、導入容量で781.5MWとなっている。2位はホースホロー風力エネルギーセンターで735.5 MWとなっている。
| 名称                                 | 導入容量 (MW) | 発電機製造者                   | 地域                            |
| ------------------------------------ | ------------- | ------------------------------ | ------------------------------- |
| バッファローギャップウインドファーム | 523           | ベスタス                       | テイラー / ノーラン             |
| カプリコーン・リッジ風力発電所       | 662           | GEエナジー / シーメンス        | スターリング / コーク           |
| ホースホロー風力エネルギーセンター   | 735           | GEエナジー / シーメンス        | テイラー / ノーラン             |
| ローン・スターウインドファーム       | 400           | ガメサ                         | シャックルフォード / キャラハン |
| パンサークリーク風力発電所           | 458           | GEエナジー                     | ハワード / …                    |
| パパロートクリークウインドファーム   | 380           | シーメンス                     | サンパトリシオ                  |
| ペニャスカル風力発電所               | 404           | 三菱                           | ケネディ                        |
| ロスコー風力発電所                   | 781           | 三菱                           | ノーラン                        |
| スウィートウォーターウインドファーム | 585           | GEエナジー / シーメンス / 三菱 | ノーラン                        |

風力発電容量の拡大はテキサスが決めた2015年までに再生可能資源からの新電力を5,000MWにする再生可能エネルギー目標の達成を助けている。

### カリフォルニア
カリフォルニアの風力発電は2002年の容量の2倍になっている。2011年の終わりには合計4,000MWが導入され、風力は現在カリフォルニアの総電力需要の5%をまかない、40万戸以上に給電するのに十分な量になっている。2011年には921.3MWが導入された。これらの行動の多くはカーン郡のテハチャピ地域で行われており、それ以外ではソラノ郡、コントラコスタ郡リバーサイドなどで行われている。2013年以降、カリフォルニアは発電容量においてテキサスに次ぐ米国内2位の州となっており、容量は5,830MWとなっている。
カリフォルニアの主要な風力発電基地はアルタモント峠、テハチャピ峠、サンゴルゴニオ峠の3箇所の地区にまとまっている。近年設置されたアルタウインドエナジーセンターはテハチャピ峠地区に位置している。
| 名称                             | 位置           | 発電量 (MW) | 現況   | Ref    |
| -------------------------------- | -------------- | ----------- | ------ | ------ |
| アルタモント峠ウインドファーム   | アラメダ郡     | 576         | 運用中 | [ 52 ] |
| アルタウインドエナジーセンター   | カーン郡       | 1020        | 運用中 | [ 6 ]  |
| サンゴルゴニオ峠ウインドファーム | リバーサイド郡 | 615         | 運用中 | [ 52 ] |
| テハチャピ峠ウインドファーム     | カーン郡       | 705         | 運用中 | [ 52 ] |

### アイオワ

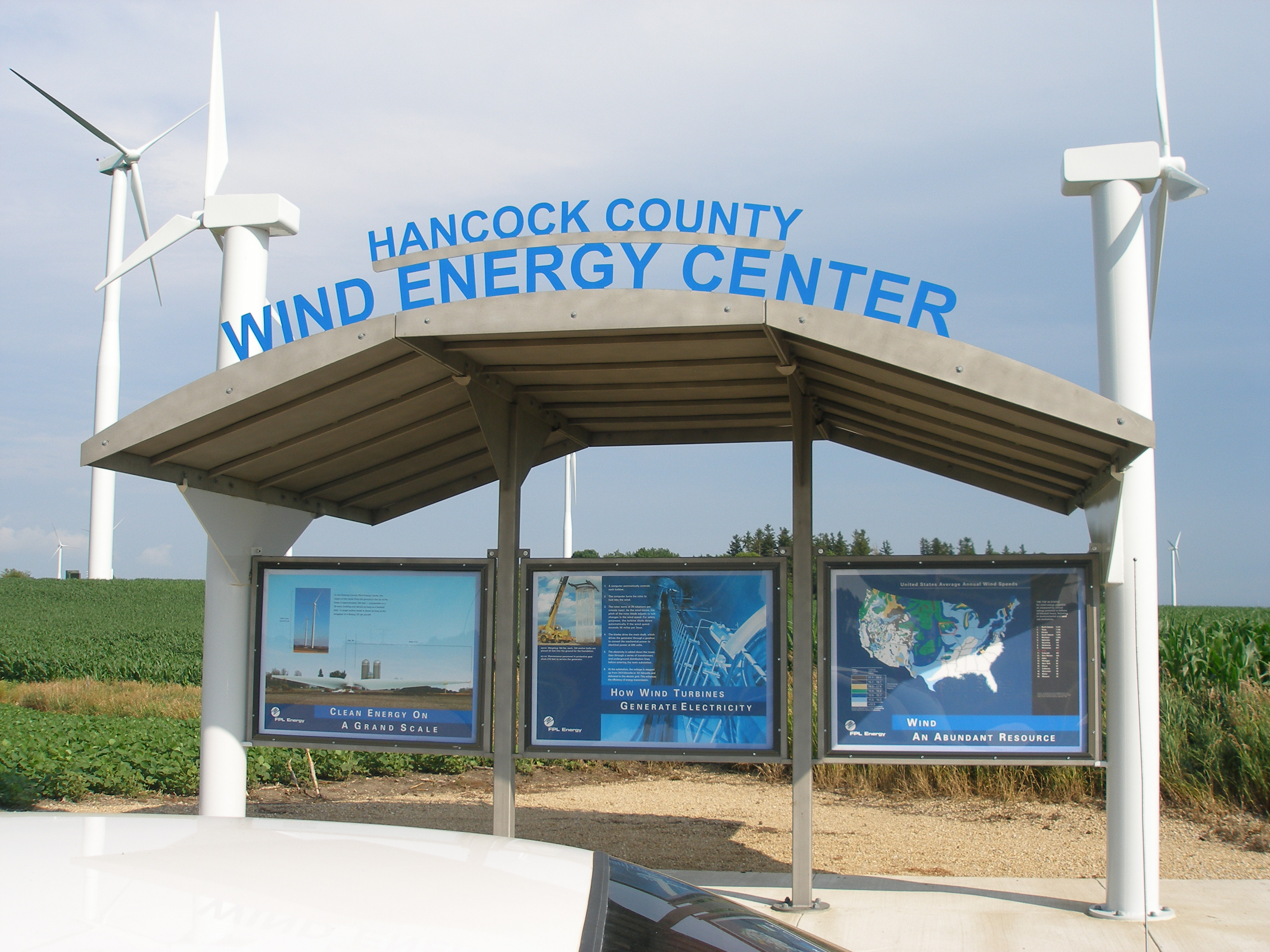
ハンコック郡の風力発電センター

アイオワ州の発電容量は2012年末の時点で5,137MWであり、テキサス、カリフォルニアに告ぐ3位である。風力発電は2012年には州内の発電量の25%を占めている。アイオワ州は1983年から再生可能エネルギー運用構成基準を導入しており、風力産業へ50億ドル近くの投資が行われている。州で最大の風力基地は2011年12月に完成した南西部のローリング・ヒルズウインドファームで443.9MWの発電容量を持つ。

### オクラホマ
ホクラホマはアメリカ国内でも最大級の風力源があるとされ、小型風力発電機の主要製造者であるバーギー・ウィンドパワー(Bergey Windpower)社はオクラホマに所在する。風力発電産業での能力開発につながる授業が技術学校やコミュニティ・カレッジ、大学などで行われている。オクラホマ風力イニシアティブ(Oklahoma Wind Power Initiative)によって州内での風力発電の開発を支援している 。

### イリノイ
風力は再生可能エネルギー運用構成基準で支援されており、2007年から制度が始まり、2009年に強化されており、この中で電力会社からの再生可能エネルギーを2010年までに10%、2025年までに25%にすることを要求している。イリノイは軸高80mの風力発電機を利用した場合、最大の推定で249,882 MWの風力発電容量を導入できる可能性を持つ。

### カンサス
2012年、カンザスは多数の風力発電計画が完成し、アメリカの風力発電市場でも最大、最速級の成長となっており、1441MWの新しい容量が追加され、合計で2712MWとなった。カンザス州はテキサスについで2番目に風力資源の潜在性が高いとされている。最新の推計ではカンザスは950GWの風力容量の可能性があり、毎年3,900TW/hの電力を生産可能であるとされ、これは2011年にアメリカ合衆国で石炭、天然ガス、原子力から生産されたすべての電力以上の値である。

### ワイオミング
北米で提案されている最大の商用風力施設としてチョークチェリー/シエラ・マドレ風力発電所計画が存在する。アンシュッツ・コーポレーションの全額出資子会社のパワー・カンパニー・オブ・ワイオミング はBLMに対してカーボン郡、ローリンズで約千基の風力発電機の建設を申請した。この計画では2000MWから3000MWの電力容量を設置することが提案されており、3-4年かけて建設し、計画の寿命は30年と見積もっている。
ホワイトマウンテンウインドエナジー計画ではロックスプリングス北西のホワイト山 (ワイオミング州)に最大240基の風力発電機を建設し360MWの風力発電基地を設置することが提案されている
。

## 商業化

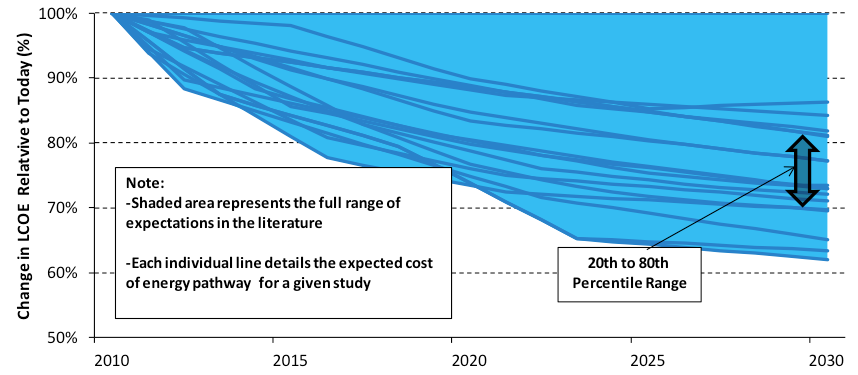
NRELは国内での風力発電の平準化コストを2012年から2030年にかけて25%程度低下させることを計画している

### 産業動向
2005年から多くの風力発電機生産会社がアメリカに施設を開所している。2007年の主要業者十社のうちベスタス、GEエナジー、ガメサ、スズロン、シーメンス、アクシオナ・エナジー、ノルデックス SE等がアメリカの風力発電機製造業で高い影響力を持つ。加えて、実用規模の風力発電機生産における国内主要業者としてクリッパー・ウィンドパワーが存在し、GEと併せて2008年の国内風力発電機市場の50%を占めていた。センビオンもアメリカ国内でよく利用される企業の一つである。
2007年1月までに合計70の生産工場が、建設開始・拡張または公表されている。2008年には30の新規生産施設の計画が公表されており、風力業界は今後の数年も国内生産への転換継続が続くことを期待している。

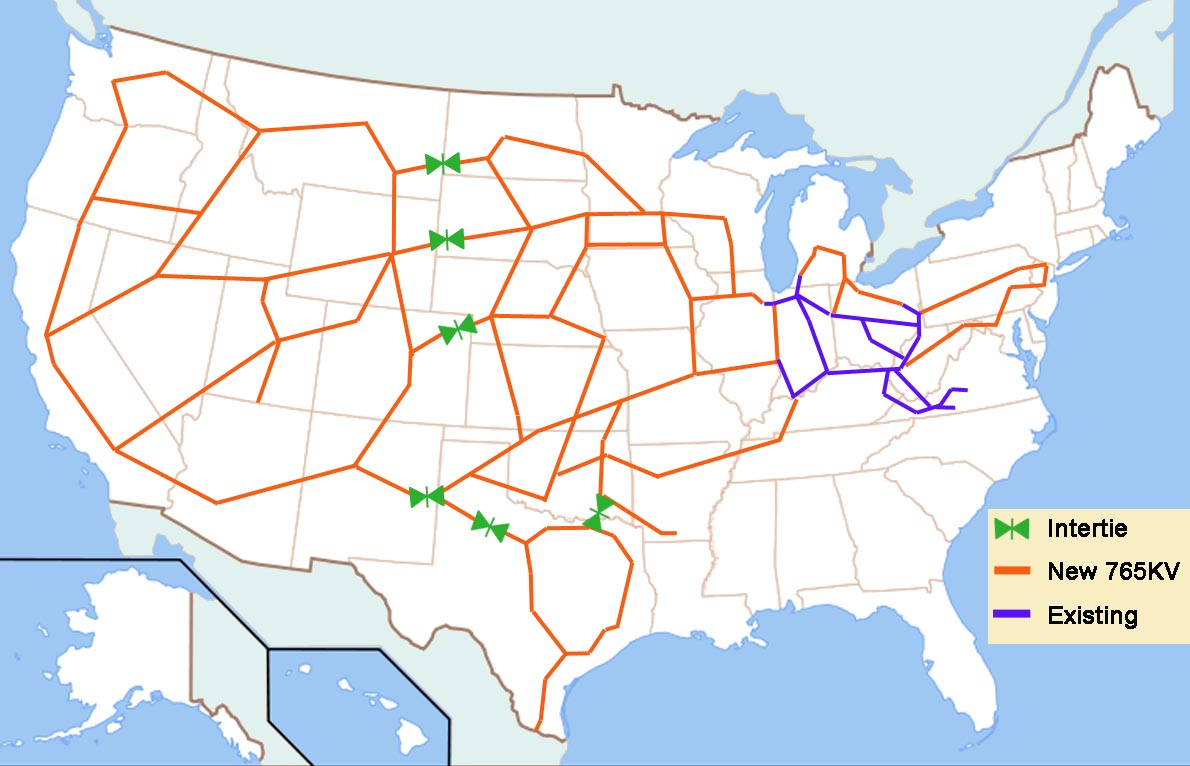
2008年に提案された風力発電の開発を補助する巨大電力網の計画

2009年4月、100社以上が風力発電機の部品などを生産しており、タワー、複合ブレード、ベアリング、ギアなどさまざまな部品の生産に1000人以上が雇用されている。伝統的な産業州の多くの企業が風力産業への参入のために新設備を準備している。
彼らの生産施設は40の州にまたがっており、南東部からスチールベルト、グレートプレーンズ、太平洋岸北西部など広範に雇用を集めている。
エネルギー省は2030年の風力エネルギー20％を達成するために国内の主要6社と共に動いている。エネルギー省はGEエナジー、シーメンス・エナジー、ベスタス、クリッパー・ウィンドパワー、スズロン、ガメサと了解覚書を交わしている。覚書の中で、エネルギー省と6社はタービンの信頼性と運用性関連の開発研究、風力発電施設の立地戦略、タービン認証と風力タービンの普遍的相互接続のための規格の構築、設計・プロセス自動化・製造技術など製造の発展、労働力の開発など5つの分野に関連する情報の収集・交換に協力することとなっている。

### ウインド・パワリング・アメリカ
アメリカ合衆国エネルギー省 (DOE) は米国全体の風力利用拡大を目指す戦略としてウィンド・パワリング・アメリカ (WPA) という戦略を持つ。 WPAでは風力開発に関する障壁を打破するために、風力発電で中核となる州や農・牧場主、アメリカ先住民、地元電力組合、私有電力事業、学校などの利害関係者と共同する。
WPAは風力発電に高い潜在性を持つものの、運用計画の少ない州に焦点を当てている。WPAは風力発電についての利点、課題、風力技術の実施と導入の影響などについて公正かつ公平な情報を提供しており、これらの情報は政策立案者、団体、市民がそれぞれの地域社会で風力発電についての教育と情報を得た上での意思決定に役立てられている。

### その他政府の政策

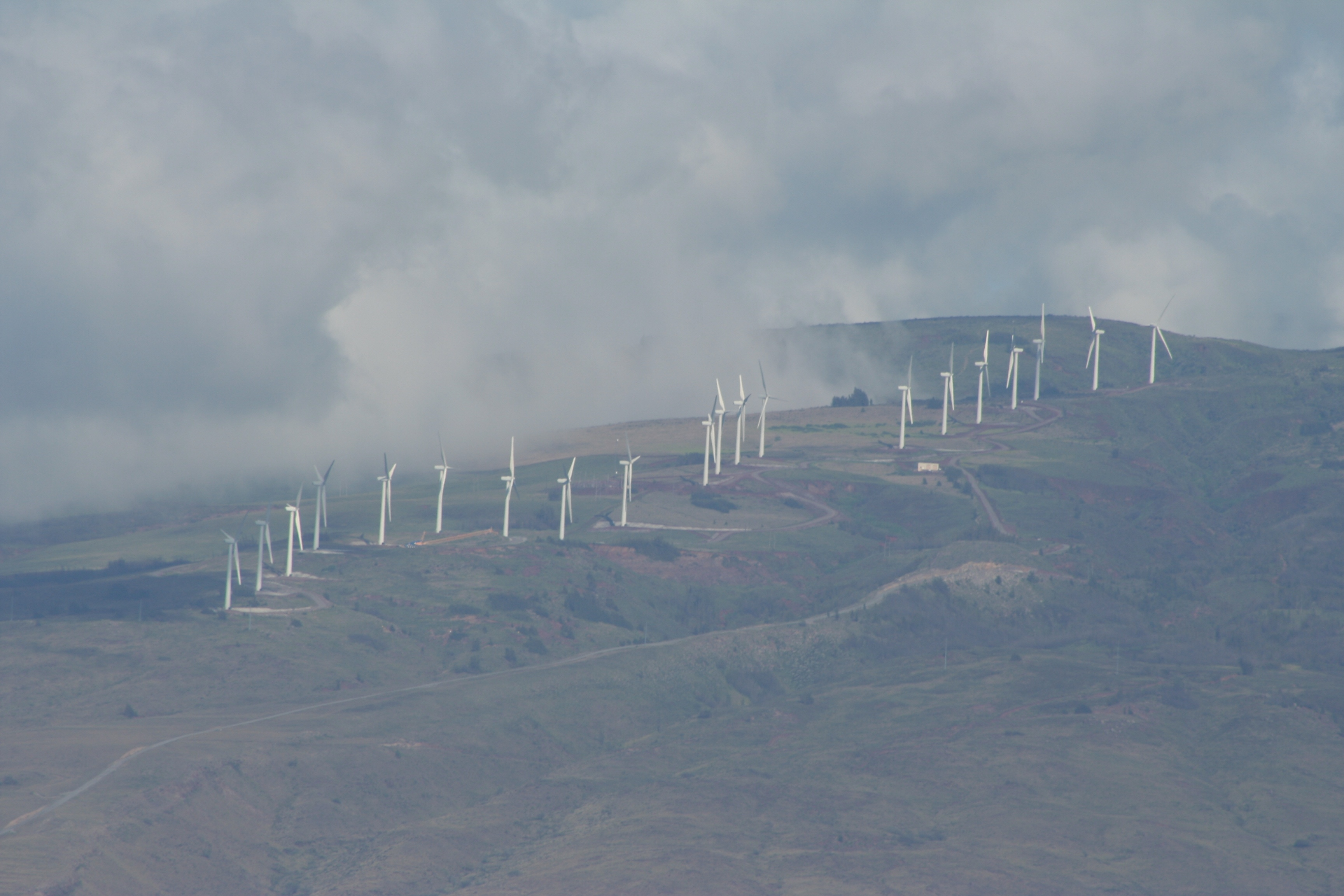
マアラエア近郊のカヘアワ風力発電所、20基のゼネラル・エレクトリックGE製1.5MW風力発電機を持つ。

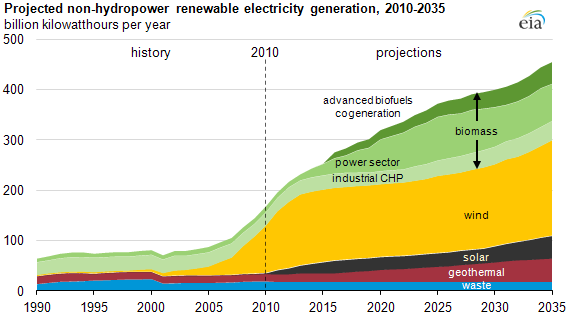
EIAの計画、刺激策が継続されない場合風力発電の成長は2013年以降減速する見込みである

エネルギー省の国立再生可能エネルギー研究所(NREL)はテキサス州イングルサイドの新型最先端風力発電機のブレード試験施設などいくつかの技術計画を発表している。テキサスNREL大型ブレード研究・試験施設は最大70mのブレードを試験することができる。これはエネルギー省・NREL・ヒューストン大学の国家共同事業体によって建設、運営される予定で、大学が施設の所有と運営を行い、エネルギー省は最大200ドルの資本費を資金投入し、NRELは技術的・運用的支援を提供する。ブレード試験施設は1200万ドルから1500万ドルの費用が見積もられており、2010年に完成する予定である。この施設はガルフ海岸に接しており、マサチューセッツの沿岸に建設中の類似した施設を保管する。
また、NRELは風力発電会社のシーメンスの発電部門やファーストウィンドと合意に調印している。シーメンスはコロラド州ボルダー近郊で新たな研究開発施設を立ち上げ、商業規模の風力発電機をNRELの国立風力技術センター(NWTC)に設置・試験することに合意した。ファーストウィンドはハワイ州西マウイ山地に30MWのカヘアワ風力発電所所有・運営しており、この施設内にNWTCが遠隔研究提携協力施設が設立できるようにすることで合意した。NWTCのマウイ支部はファーストウィンドと電力貯蔵やマウイ島電力網への自然エネルギー統合を含む改良型風力発電技術の開発研究で協力する。
2008年7月、テキサスは主要都市に送電している、州内の送電会社の電力網に対して49.3億ドル規模の拡大を承認した。新送電網は2013年に完成する予定で、建設費用は住宅顧客で毎月4ドル程度の手数料から回収するとされる。これまで送電容量が足りていないことで風力発電機の停止が強制されており、2009年でテキサス州内の17%の風力由来電力が損なわれていた。
風力発電開発において多くの場所で送電量限界が開発の妨げとなっている。ダコタ、ミネソタ、アイオワなどからシカゴ都市圏や南東部に最大12,000MWの電力を送れる送電網としてグリーンパワーエクスプレスが提案されている。この送電網計画では4000km程の超高圧電線(765KV)が追加される予定であり、連邦エネルギー規制委員会からいくつかの承認を受けている。新送電網の電力線はタイタン風力発電所計画のような人口希薄地の電力源から、電力需要の高い東部の人口密集地までの送電することが求められている。反対派はこの送電線は石炭火力発電所からの電力の送電に利用されると主張している。
2010年、エネルギー省は送電要件の研究に6000万ドルを与えた。2006年以降、エネルギー省は3年に一度送電混雑報告を提供することを求められている。
近年のアメリカの風力政策で一般的に、最初の10年間の運営で発電した電力の売却時にメガワット時あたり約20ドルの連邦生産税額控除を提供することで拡大を図ってきた。また、自然エネルギー源由来の電力を一定の割合で売却するよう義務付ける再生可能エネルギー運用構成基準(RPS)が、半分の州で実施され風力産業の拡大を促している。現在、議会は長期的な自然エネルギー政策を策定できずにおり、風力発電の発展を損なっている。生産税額控除は、1992年に初めて導入されたもので、これまで各年の税額控除が投資家にとって有利な条件を整え、開発を後押ししているため延長されてきていたが、2012年の終わりに政策が期限切れとなり、風力開発活動は鈍化している。短期的には、一年間の政策延長が2013年の初めに決定され、2013年末までに建設中の計画に税額控除を提供し2014年末までに完了する 計画であるが、期限切れが決定した後毎年開発は93%、73%、77%と鈍化している。

### 立地の考慮

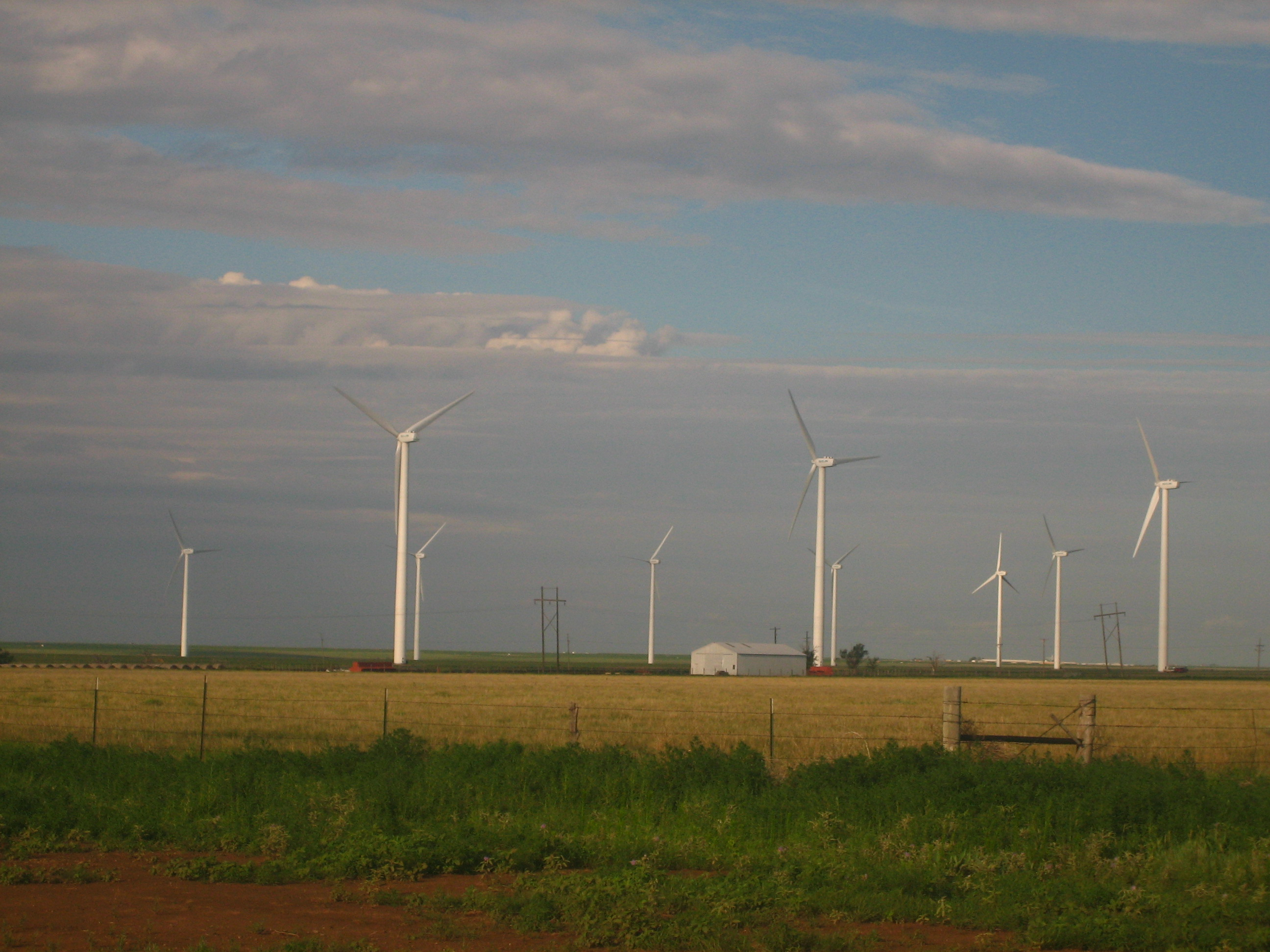
地権者は一般的に1機の風力発電機からの賃料収入として年3000から5000ドルを受け取る。地権者は風力発電機の下で農業や畜産を続けることができる。

アイオワ州のような場所の農家やコロラド州の牧場主などの間で風力発電所の競争がある。自身の投資を行っていない農家は一般的に地元企業から一基の大型の先進的な風力発電施設の場所代としてロイヤリティーで3000ドルから5000ドルを受け取る。
景観や生態系への問題はいくらかの風力発電計画にとって場合によって重要であり、環境問題は発電所の選考において考慮される。
世界的に見れば風力発電計画での地域社会との協議や公共の直接的な関与が風力発電への賛同を増やすことを助けており、海外の風力発電所では旅行者の観光資源になっているものもある。

## 洋上風力発電
2012年現在、アメリカ合衆国は洋上風力発電施設を保有していない。
2009年6月、内務長官ケネス・リー・サラザールはニュージャージー州とデラウェア州の沖の外延大陸棚で風力発電のための5箇所の探索貸借契約を発行した。この貸借契約ではデータ収集活動が許可され、6マイル (9.7 km) - 18マイル (29 km)の外縁大陸棚に気象塔の建設が認可される。さらに4箇所が検討されている。2011年2月7日、サラザールとスティーブン・チューは洋上風力発電を2020年に10 GWに、2030年に54 GWにするとした国家戦略を発表した。
アメリカは長い沿岸線の沖に強く、変動が少ない風が吹いており、非常に大きい沖合風力資源を持っているとされる。沖合風力は汚染が無い国内由来の自然資源であり、エネルギー、環境、経済における挑戦でアメリカを支えうるとされる。強健なアメリカの洋上風力産業は一万以上の雇用と10億ドルの経済活動を発生させる。これらの活動の多くは経済的に落ち込んだ港や造船所を後押しし、風力発電機の製造と取り付けに転換させている。欧州による研究では洋上風力発電所は陸上のものに比べ導入容量に対してより稼動するとされる。バージニア州の研究は3,200MWの洋上風力発電所の開発によって20年に渡り9,700-11,600の雇用を生み出し、588MWの洋上風力発電所導入によって発電機製造場所とは関係なく地元経済に4億300万ドル程度の投資を呼び起こすと示している。 洋上風力発電機は建設費用が高いことに加え、風車のサイズが大きく、海中・海底・海上のいずれかの送電線が必要となるため、建設に際しては陸上風力に比べより多くの費用が必要となる。洋上風力の容量のKWあたりの費用はDOEの試算で陸上風力の50%ほど多かった。
いくらかの沿岸住民は海洋生物や環境への影響、電気料金、景観、釣り・舟遊山などのマリンレクリエーションへの懸念から洋上風力に反対している。しかし、住民はまた電力料金の改善、空気の清浄化、雇用の創出のようなよい影響も例示して風力発電所に期待している。研究では初期の建設の擾乱の後には洋上風力発電所の基礎が人工環礁として機能することを示しており、魚介類に良い影響を与えるとされる。風力発電機は沿岸からある程度の距離をとって設置されるため、発電所の位置の慎重な策定によってマリンレクリエーションへの影響は軽減できる。
2011年、NRELは報告書としてアメリカの大規模洋上風力発電を発表し、この中で洋上風力産業の現状を分析して「アメリカ沿岸や五大湖での洋上風力資源の開発は国家を助ける」としている。
- 2030年に風力由来の電力20%を達成するために、風力発電は電力網に54GWの風力容量を供給可能であり、エネルギー安全保障の面に貢献し、大気や水質への汚染を低下させ、国内経済を刺激する。
- 風力は二酸化炭素を排出せず、沿岸の需要地にクリーンな電力を提供し、26州の沿岸沖で豊富な風が存在する
- 「製造業、建設、工学、運営、維持などに新しい経済活動として概算で2000億ドル、43,000人の高級技術職の恒久的需要」発生させ、製造業を再活性化させる.

NRELの報告では「国内の沖合い風力資源の開発は多くの潜在的利益を掘り起こすことができ、かつ効果的な研究、政策、公約によって沖合風力は将来の米国電力市場で機関的役割を果たしうる」と結論付けている。
計画は東海岸、五大湖、西海岸などの風の強い地域で開発中である。2012年1月、強力な環境保護規制を盛り込みながら立地承認過程を促進するために設定された"Smart for the Start"という規制手法が導入された。この中で、アメリカ合衆国内務省は海岸沖に「風力地域」を承認しており、これらの地域では計画がより迅速な規制当局の承認過程を経て動くことができる。

### マサチューセッツ
民間開発業者のケープウインドアソシエイツによってマサチューセッツ州ケープコッド沖のナンタケット入り江のホースシュー浅瀬で沖合い集合型風力発電施設として468MW級のケープウィンド計画が承認されている。計画がスケジュールどおりに進めば アメリカ国内の沿岸地域で初の洋上風力発電所となる予定である。計画は2001年に結成された計画に反対するナンタケット入り江保護同盟と対立している。計画の費用は25億ドル とされる。

### ロードアイランド
2004年、知事が州として2020年の再生可能資源からの発電を15%にすることを目標にした。州当局はDeepwater Wind社を選定し、ブロック島沖の連邦水域内に15億ドルをかけて385MWのウインドファームを建設する。発電機100基を導入予定であり、毎年1.3TWhの電力を提供できるとしており、これは州内で使用される電力の15%に当たる。2009年、Deepwater社はナショナル・グリッドと電力30MWを当初価格kWhあたり24.4セント、2億ドルからで販売する合意に調印した。

### ニュージャージー
2007年、ニュージャージーは18ヶ月の海洋/風力生態基線研究を実施するために440万ドルの賞金を出し、自然エネルギー開発者が沖合いに試作、建築を行うことを許可する前に海や浮力研究を後援する最初の州となった。研究は海洋沖の指定地域で、既存の経済資源として利用されている鳥類、魚類、海産資源や海亀の回遊性のパターンや現在の分布と存在量の測定に焦点を当てている。2008年、新連邦規制で洋上風力発電所群を建設可能な領域が大幅に拡大した。以前は計画は3海里(5.6km)程度の浅い水域のみでのみで許可されていた。アメリカ合衆国の排他的経済水域は約200海里(370km)ほどあるが、沿岸からの距離の増加は可視性を減らす。米国沖の海域は欧州などに比べて深いため、異なった設計が必要となる。2010年6月、ニュージャージー州環境保護局は洋上風力の開発の影響は「無視できる」とする研究結果を発表した。すぐ後、洋上風力経済開発法がニュージャージー立法府によって立法され、ニュージャージー州知事によって制定された。この法は洋上風力計画の支援として金融刺激策と税額控除を提供する。また、新しく洋上風力自然エネルギー証書(OREC)計画が認可され、ORECを受け承認を得るために開発者が従うべき規則が定められた。

### 大西洋沖風力送電網計画
大西洋沖風力送電網は大西洋海岸に建設され沖合風力発電に対する利用提供が提案されている送電基幹。Trans-Elect Development Companyによる南バージニア、デラウェア、南ニュージャージー、北部ニュージャージーの岸に電力を供給する計画にグーグル、投資会社グッドエネルギーズが主な投資家として50億ドルを投資している。この提案されたシステムは環境保護家や連邦規制当局から高く評価されているが、この種のプロジェクトの初期段階にありがちな重大なリスクをもたらす不測の技術的課題やコスト超過の問題などが存在する。このような沖合風力発電への基幹電線は国家電力戦略の要素になっている。 2013年1月17日、大西洋沖風力送電網は開発の第1段階でベクテルを設計調達建設(EPC)契約者、アルストムを技術顧問として選択したと発表した。

## 環境規制
連邦政府は風力発電機の羽による鳥類やコウモリ等への被害を絶滅の危機に瀕する種の保存に関する法律、渡り鳥保護条約法、ハクトウワシ・イヌワシ保護法などの元で管轄している。2009年、ハクトウワシ・イヌワシ保護法の下、内務省はこれらの鳥類への被害が避けられないと考えられる場所での活動のために、「意図せぬ加害」を許す許可を発行できるようになった。しかし2013年12月時点で、風力発電事業者に行動許可は与えられていない。
合衆国魚類野生生物局は鳥類や蝙蝠などの野生生物への影響を最小化するための風力発電機の設計と立地の自主的なガイドラインを発行している。最初の暫定ガイドラインが2003年に発表され、最新版は2012年に発表されている。最良の管理手法が連邦法に違反した風力発電機による野生生物への被害を防ぐものではない場合でも「しかしながら違反発生の場合、この事業は事業担当者との意思疎通やガイドライン遵守など開発者の文書説明の努力を考慮する」と文書には記録されている。
2013年、オバマ政権はハクトウワシ・イヌワシ保護法の運用において、石油企業や電線所有者に対しては違反を積極的に追求しながら風力産業を保護しているとしてダブルスタンダードだと非難された。政権は風力発電企業による猛禽類の死亡数の報告を明かすことを拒否し、これを明かすことは企業秘密を明かしてしまうことだと述べている。政府はワシントンからの事前承認なしに、連邦法執行分野の委員に風力会社に対して鳥類の死に対する起訴をしないように命令した。この政策は環境と自然エネルギー促進の交換だといわれている。
2013年11月、連邦政府は風力発電事業者に対して初めて、1918年の渡り鳥保護条約法に違反する保護された鳥類を殺した罪により、刑事上の有罪判決を行った。ワイオミング州の2基の風力発電機でイヌワシ14匹を含む160匹の鳥類を殺した罪でデューク・エナジーは有罪となり、100万ドルの罰金を科された。アメリカ合衆国司法省はデューク社が鳥類に被害が出ることを知った上で発電所を設計し、設置した非難した。一方デューク社は鳥類の殺傷を自己申告しており、風力発電機による鳥類の被害を減らすための魚類野生生物局の指針は建設時には発行されていないと主張した。告発された後、デューク社は毎年60万ドルかかるレーダー検出方式を採用し、大量の鳥が飛来した場合に発電機を止めるように設計しなおした。会社はシステムは稼動しており、レーダーの導入以降よりも長い期間イヌワシの死は観測されていないと言及している。
2013年12月、合衆国魚類野生生物局は風力計画にワシへの被害を許容する30年の許可を発行することを発表した。以前にも許可制度は存在したものの、5年間の期限であり許可証が発行されたことも無かった。30年間の許可の下、風力発電開発者はワシの被害の報告を要求され、許可は5年ごとに見直される計画であった。風力エネルギーへの投資を戸惑わせる法的不確実性と見られる測定はやめることを意図していた。政府はそれは行政管理上の変更であるため、変更に当たっての環境の再調査は必要ないと述べている。新しい規制は風力発電によって人為的に引き起こされるワシの被害は2パーセント以下であり、規制を大規模に緩和しワシの被害は監視すれば十分であると指摘してきたアメリカ風力協会に歓迎された。ワシへの被害許可を5年から30年に延ばすことはアメリカ合衆国鳥類保護協会、アメリカ合衆国自然保護協会、シエラクラブ、オーデュボン協会、全米人道教会などかなりの保護団体から反対されている。

## 統計
| アメリカの風力発電の概算 (GWh, Million kWh) | アメリカの風力発電の概算 (GWh, Million kWh) | アメリカの風力発電の概算 (GWh, Million kWh) | アメリカの風力発電の概算 (GWh, Million kWh) | アメリカの風力発電の概算 (GWh, Million kWh) | アメリカの風力発電の概算 (GWh, Million kWh) | アメリカの風力発電の概算 (GWh, Million kWh) | アメリカの風力発電の概算 (GWh, Million kWh) | アメリカの風力発電の概算 (GWh, Million kWh) | アメリカの風力発電の概算 (GWh, Million kWh) | アメリカの風力発電の概算 (GWh, Million kWh) | アメリカの風力発電の概算 (GWh, Million kWh) | アメリカの風力発電の概算 (GWh, Million kWh) | アメリカの風力発電の概算 (GWh, Million kWh) | アメリカの風力発電の概算 (GWh, Million kWh) |
| 年                                          | 合計                                        | 合計に占める割合                            | 1月                                         | 2月                                         | 3月                                         | 4月                                         | 5月                                         | 6月                                         | 7月                                         | 8月                                         | 9月                                         | 10月                                        | 11月                                        | 12月                                        |
| ------------------------------------------- | ------------------------------------------- | ------------------------------------------- | ------------------------------------------- | ------------------------------------------- | ------------------------------------------- | ------------------------------------------- | ------------------------------------------- | ------------------------------------------- | ------------------------------------------- | ------------------------------------------- | ------------------------------------------- | ------------------------------------------- | ------------------------------------------- | ------------------------------------------- |
| 1990                                        | 2,789                                       |                                             |                                             |                                             |                                             |                                             |                                             |                                             |                                             |                                             |                                             |                                             |                                             |                                             |
| 1991                                        | 2,951                                       |                                             |                                             |                                             |                                             |                                             |                                             |                                             |                                             |                                             |                                             |                                             |                                             |                                             |
| 1992                                        | 2,888                                       |                                             |                                             |                                             |                                             |                                             |                                             |                                             |                                             |                                             |                                             |                                             |                                             |                                             |
| 1993                                        | 3,006                                       |                                             |                                             |                                             |                                             |                                             |                                             |                                             |                                             |                                             |                                             |                                             |                                             |                                             |
| 1994                                        | 3,447                                       |                                             |                                             |                                             |                                             |                                             |                                             |                                             |                                             |                                             |                                             |                                             |                                             |                                             |
| 1995                                        | 3,164                                       |                                             |                                             |                                             |                                             |                                             |                                             |                                             |                                             |                                             |                                             |                                             |                                             |                                             |
| 1996                                        | 3,234                                       |                                             |                                             |                                             |                                             |                                             |                                             |                                             |                                             |                                             |                                             |                                             |                                             |                                             |
| 1997                                        | 3,288                                       |                                             |                                             |                                             |                                             |                                             |                                             |                                             |                                             |                                             |                                             |                                             |                                             |                                             |
| 1998                                        | 3,026                                       |                                             |                                             |                                             |                                             |                                             |                                             |                                             |                                             |                                             |                                             |                                             |                                             |                                             |
| 1999                                        | 4,488                                       |                                             |                                             |                                             |                                             |                                             |                                             |                                             |                                             |                                             |                                             |                                             |                                             |                                             |
| 2000                                        | 5,593                                       |                                             |                                             |                                             |                                             |                                             |                                             |                                             |                                             |                                             |                                             |                                             |                                             |                                             |
| 2001                                        | 6,737                                       |                                             |                                             |                                             |                                             |                                             |                                             |                                             |                                             |                                             |                                             |                                             |                                             |                                             |
| 2002                                        | 10,354                                      | 0.27%                                       | 811                                         | 714                                         | 852                                         | 1,024                                       | 1,078                                       | 1,126                                       | 890                                         | 977                                         | 736                                         | 734                                         | 656                                         | 755                                         |
| 2003                                        | 10,729                                      | 0.28%                                       | 558                                         | 692                                         | 1,008                                       | 1,099                                       | 891                                         | 964                                         | 917                                         | 779                                         | 824                                         | 909                                         | 995                                         | 1,095                                       |
| 2004                                        | 14,144                                      | 0.36%                                       | 999                                         | 1,022                                       | 1,291                                       | 1,295                                       | 1,702                                       | 1,397                                       | 1,164                                       | 1,051                                       | 1,090                                       | 1,029                                       | 932                                         | 1,172                                       |
| 2005                                        | 14,597                                      | 0.36%                                       | 899                                         | 783                                         | 1,235                                       | 1,408                                       | 1,494                                       | 1,539                                       | 1,171                                       | 918                                         | 1,275                                       | 1,256                                       | 1,363                                       | 1,257                                       |
| 2006                                        | 26,589                                      | 0.65%                                       | 2,383                                       | 1,922                                       | 2,359                                       | 2,472                                       | 2,459                                       | 2,052                                       | 1,955                                       | 1,655                                       | 1,879                                       | 2,442                                       | 2,540                                       | 2,472                                       |
| 2007                                        | 32,143                                      | 0.77%                                       | 2,459                                       | 2,541                                       | 3,061                                       | 3,194                                       | 2,858                                       | 2,395                                       | 1,928                                       | 2,446                                       | 2,641                                       | 3,056                                       | 2,705                                       | 2,859                                       |
| 2008                                        | 55,363                                      | 1.34%                                       | 4,273                                       | 3,852                                       | 4,782                                       | 5,225                                       | 5,340                                       | 5,140                                       | 4,008                                       | 3,264                                       | 3,111                                       | 4,756                                       | 4,994                                       | 6,616                                       |
| 2009                                        | 73,886                                      | 1.87%                                       | 5,951                                       | 5,852                                       | 7,099                                       | 7,458                                       | 6,262                                       | 5,599                                       | 4,955                                       | 5,464                                       | 4,651                                       | 6,814                                       | 6,875                                       | 6,906                                       |
| 2010                                        | 94,652                                      | 2.29%                                       | 6,854                                       | 5,432                                       | 8,589                                       | 9,764                                       | 8,698                                       | 8,049                                       | 6,724                                       | 6,686                                       | 7,106                                       | 7,944                                       | 9,748                                       | 9,059                                       |
| 2011                                        | 120,177                                     | 2.93%                                       | 8,550                                       | 10,452                                      | 10,545                                      | 12,422                                      | 11,772                                      | 10,985                                      | 7,489                                       | 7,474                                       | 6,869                                       | 10,525                                      | 12,439                                      | 10,656                                      |
| 2012                                        | 140,822                                     | 3.48%                                       | 13,632                                      | 11,052                                      | 14,026                                      | 12,709                                      | 12,541                                      | 11,972                                      | 8,822                                       | 8,469                                       | 8,790                                       | 12,636                                      | 11,649                                      | 14,524                                      |
| 2013                                        | 167,665                                     | 4.13%                                       | 14,633                                      | 13,907                                      | 15,643                                      | 17,294                                      | 16,264                                      | 13,766                                      | 11,146                                      | 9,593                                       | 11,709                                      | 13,720                                      | 15,888                                      | 14,100                                      |
| 2014                                        | 49,769                                      | 4.774.82%                                   | 17,989                                      | 14,001                                      | 17,779                                      |                                             |                                             |                                             |                                             |                                             |                                             |                                             |                                             |                                             |
| 2014 % of total                             | 2014 % of total                             | 2014 % of total                             | 4.77%                                       | 4.33%                                       | 5.36%                                       |                                             |                                             |                                             |                                             |                                             |                                             |                                             |                                             |                                             |

|  |

|  |

|  |

|  |

|  |

|  |